# Gil Courtemanche

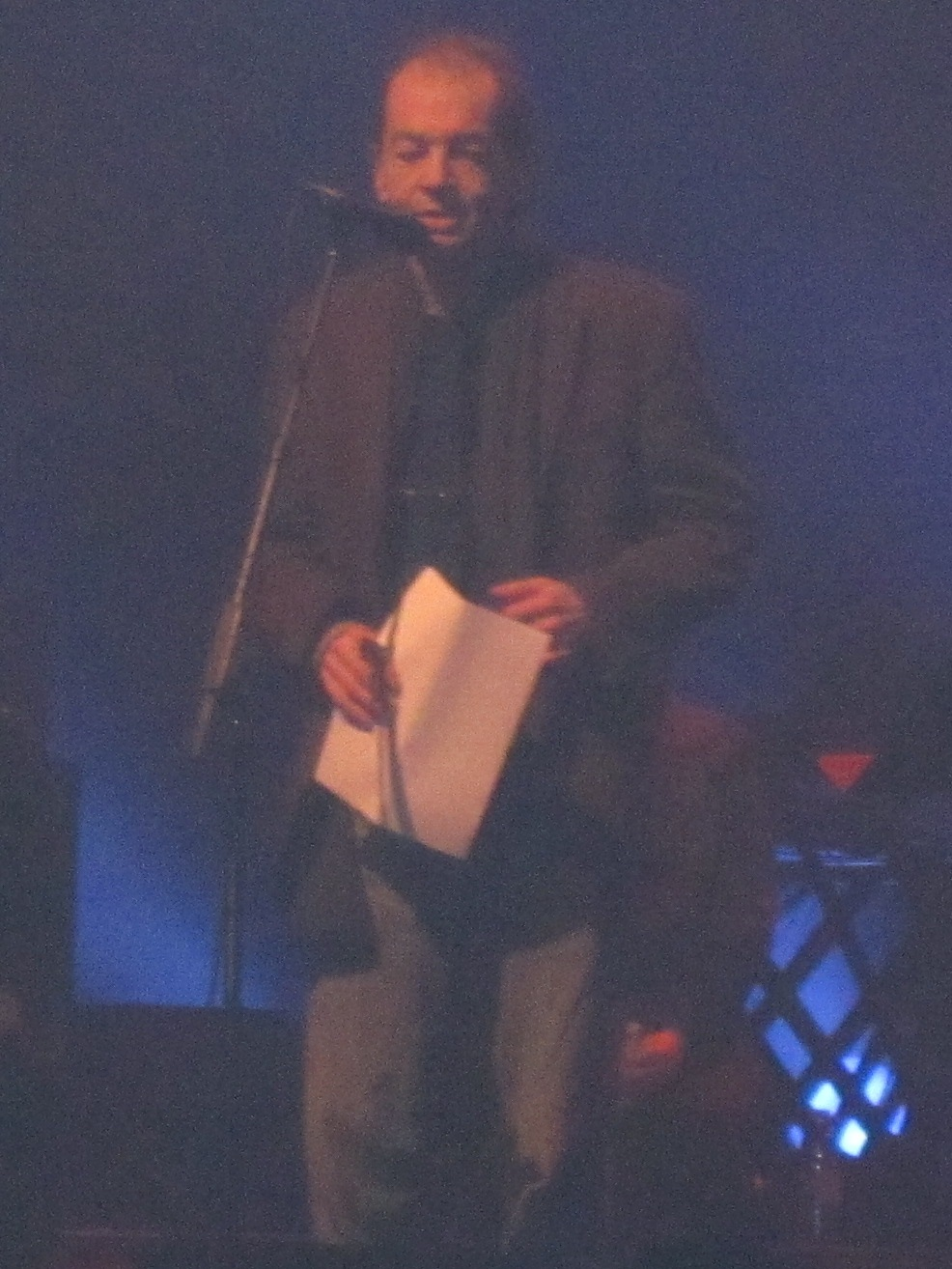
Gil Courtemanche, 2011

Gil Courtemanche (* 18. August 1943 in Montreal, Québec; † 19. August 2011) war ein kanadischer Journalist und Schriftsteller.

## Leben
Gil Courtemanche war Auslandskorrespondent, vor allem in Afrika, für den Fernsehsender Radio-Canada. Er schrieb außerdem für verschiedene kanadische Zeitungen. Seit seinen ersten Berufsschritten im Journalismus interessierte er sich für internationale Politik und für die Probleme der Dritten Welt.
Sein erster Roman Ein Sonntag am Pool in Kigali (Originaltitel: Un dimanche à la piscine à Kigali), der vom Völkermord in Ruanda 1994 handelt, wurde für das Kino von Robert Favreau adaptiert. Dieser dramatische Liebesfilm A Sunday in Kigali (Un dimanche à Kigali) startete im April 2006 in den kanadischen Kinos.

## Bibliografie
- Douces colères (1989)
- Trente artistes dans un train (1989)
- Chroniques internationales (1991)
- Québec (1998)
- Nouvelles douces colères (1999)
- Un dimanche à la piscine à Kigali (2000) (ins Deutsche als Ein Sonntag am Pool in Kigali übersetzt)
- La Seconde Révolution tranquille - Démocratiser la démocratie (2003)
- Une belle mort (2005)
- Le monde, le lézard et moi (2009)
- Je ne veux pas mourir seul (2010)
- Un lézard au Congo (2010)

## Auszeichnungen
- 1998: Gewinner des National Magazine Award for Political Reporting
- 2000: Gewinner des Prix des Libraires
- 2003: Nominiert für den Governor General's Award
- 2004: Nominiert für den Rogers Writers’ Trust Fiction Prize
- 2007: Gewinner gemeinsam mit Robert Favreau den Genie Award für A Sunday in Kigali (Un dimanche à Kigali) in der Kategorie Bestes adaptiertes Drehbuch.